# Línia Barcelona-Girona-Portbou
La línia Barcelona-Girona-Portbou o línia Barcelona-França és una línia de ferrocarril catalana de 166,1 km que constitueix la línia 270 de la xarxa ferroviària estatal espanyola propietat d'Adif. La línia comença a Barcelona, concretament a la Bifurcació Aragó, situada dins del Túnel d'Aragó, entre les estacions d'El Clot - Aragó i Passeig de Gràcia, i acaba a la frontera estatal franco-espanyola entre les estacions de Portbou (Alt Empordà) i Cervera de la Marenda (Rosselló). La línia continua en territori francès fins a l'estació de Cervera de la Marenda amb un tram de 0,681 km, propietat de SNCF Réseau, que forma part de la línia 677 000 de la xarxa ferroviària estatal francesa (línia de Narbona a Portbou).
La línia Barcelona-Girona-Portbou ha estat històricament el principal nexe ferroviari internacional entre Barcelona i l'Estat francès així com la resta del continent europeu. Discorre per les comarques del Barcelonès, el Vallès Occidental, el Vallès Oriental, la Selva, el Gironès, el Baix Empordà i l'Alt Empordà, passant per ciutats importants com Granollers, Sant Celoni, Girona i Figueres.
La línia Barcelona-Girona-Portbou consta d'una via doble electrificada a 3 kV CC amb ample ibèric. Des del 21 de desembre de 2010, la via 1 (via principal en el sentit Barcelona-França) està adaptada a l'ample mixt ibèric/estàndard amb un tercer carril en el tram de 41,2 km entre el Centre Logístic de Girona i Vilamalla. Els serveis ferroviaris que transcorren actualment per la línia són de passatgers (rodalies i regionals) i mercaderies.
El 15 de desembre de 2013 es va posar en servei el tram Barcelona-Figueres de la línia d'alta velocitat Madrid-Saragossa-Barcelona-Figueres, amb un traçat paral·lel a la línia convencional Barcelona-Girona-Portbou. Aquest fet, unit a la posada en servei de la LAV Perpinyà-Figueres l'any 2010, va suposar el final de la circulació de trens Talgo internacionals diürns i nocturns per la línia Barcelona-Girona-Portbou, així com dels trens de llarga distància.

## Característiques generals
A Barcelona la línia es va soterrar a l'estació del Clot - Aragó i al ramal de Glòries per accedir a l'estació terminal, l'Estació de França.
La linia Barcelona-Girona-Portbou disposa de connexions amb altres línies a Portbou on a través d'un intercanviador d'ample els trens connecten amb la línia francesa Narbona-Portbou; entre Vilamalla i Figueres per connectar amb l'estació de Figueres Vilafant de la LAV Barcelona - Frontera Francesa; a Maçanet-Massanes on finalitza la línia Barcelona - Mataró - Maçanet Massanes; entre Sant Andreu Comtal i Montcada i Reixac amb el ramal de les aigües per enllaçar amb la línia de Manresa i/o de Ripoll; entre la Sagrera i Sant Andreu Comtal amb el ramal Besòs, fi de la línia del Maresme a Barcelona; i el túnel de plaça Catalunya i el ramal de Glòries per accedir al túnel d'Aragó.

### Serveis ferroviaris
Actualment circulen per aquesta línia serveis de rodalia de Barcelona i regionals de Rodalies de Catalunya i serveis de llarga distància. A més dels indicats a la taula també transcorren molt parcialment per la línia els següents serveis: R2 Sud entre l'Estació de França i la bifurcació del ramal de Glòries cap al túnel d'Aragó; i serveis regionals amb inici o final a Sant Andreu Comtal fins a la bifurcació per enllaçar amb el túnel d'Aragó cap a Passeig de Gràcia, com els R13, R14, R15, R16 i Ca6.
| Servei                                                                                     | Terminal servei           | Inici de la línia  | Fi de la línia | Terminal servei       |                       |
| ------------------------------------------------------------------------------------------ | ------------------------- | ------------------ | -------------- | --------------------- | --------------------- |
|                                                                                            | Castelldefels             | El Clot - Aragó    | -              | Granollers Centre     |                       |
|                                                                                            | Aeroport                  | El Clot - Aragó    | -              | Maçanet-Massanes      |                       |
|                                                                                            | Barcelona-Sants           | El Clot - Aragó    | -              | Cervera de la Marenda | Cervera de la Marenda |
|                                                                                            | Martorell                 | Mollet - Sant Fost | -              | Granollers Centre     | Granollers Centre     |
|                                                                                            | L'Hospitalet de Llobregat | Maçanet-Massanes   | -              | Portbou               |                       |
| Es marca l'inici i principi de la línia i la terminal del servei, fora o dins de la línia. |                           |                    |                |                       |                       |

## Història
El 23 de juliol de 1854 es va atorgar la concessió del ferrocarril de Barcelona a Granollers, per iniciativa dels germans Girona i Clavé i cia., a la Camins de Ferro de Barcelona a Granollers que va inaugurar la línia el 23 de juliol de 1854.
La línia va ser construïda en diferents trams:
- Barcelona - Granollers (1854): construït per la companyia de Camins de Ferro de Barcelona a Granollers.
- Granollers - Entroncament (Maçanet-Massanes, 1861): on la línia Barcelona - Mataró - Maçanet Massanes s'unia a la de Granollers per seguir cap a Girona.
- Entroncament - Girona: construït per Camins de Ferro de Barcelona a Girona (més tard anomenada Camins de Ferro de Barcelona a França per Figueres) fusió de la Companyia dels Camins de Ferro de Barcelona a Mataró i Camins de Ferro de Barcelona a Granollers.
- Girona - Figueres - França: construït per Companyia dels Ferrocarrils de Tarragona a Barcelona i França fusió de l'anterior (Camins de Ferro de Barcelona a França per Figueres i Companyia del Ferrocarril de Tarragona a Martorell i Barcelona).

A Barcelona es va construir la segona estació terminal de ferrocarril, després de la línia de Mataró, dins del recinte murallat en un terreny que limitava amb el carrer d'Ocata a prop de la Duana i la plaça del Palau. Antigament anomenada estació de Granollers, fou substituïda posteriorment per l'Estació de França.

### Antecedents
Els antecedents de la línia es troben en l'intent de crear un ferrocarril de Barcelona a Granollers per part de Girona Hnos., Clavé y Cia., Josep Maria Serra, Manuel de Lerena i Compte y Cia. a través de l'adquisició de la concessió de la línia de Barcelona a Sant Joan de les Abadesses. La compra no va fructificar però el mateix dia que caducava la concessió de la línia de Sant Joan de les Abadesses el govern va atorgar a la casa de Girona la realització de la línia de Barcelona a Granollers.

### Unió amb la línia de la costa
El 1857 es va concedir a les empreses de les línies de Granollers i de Mataró la prolongació de les línies fins a un punt comú a prop d'Hostalric i la construcció conjunta fins a Girona, Figueres i França.

## Galeria d'imatges

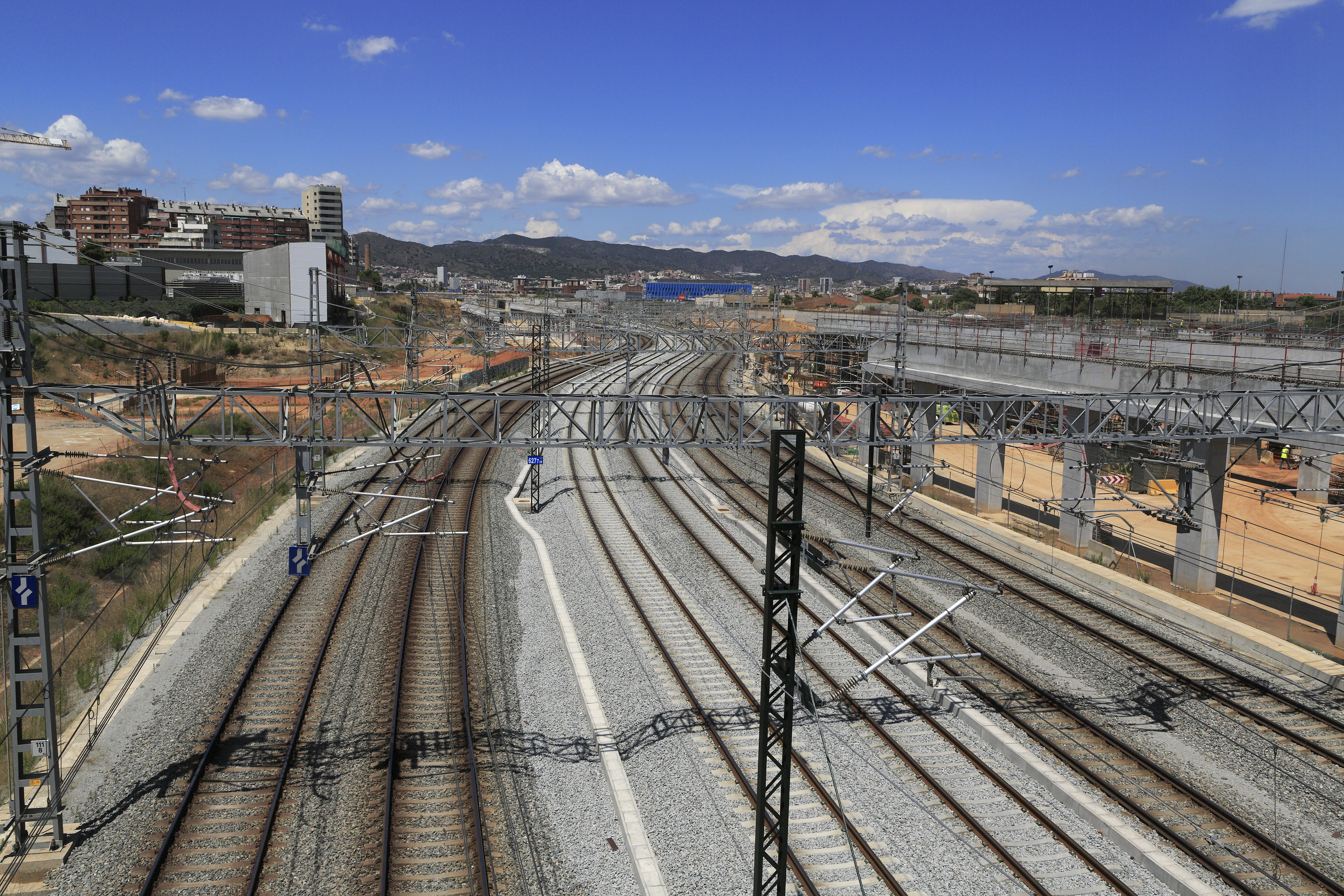
La línia a la Sagrera (esquerra), al costat de la línia d'alta velocitat cap a França (centre) i la línia de Mataró (dreta)
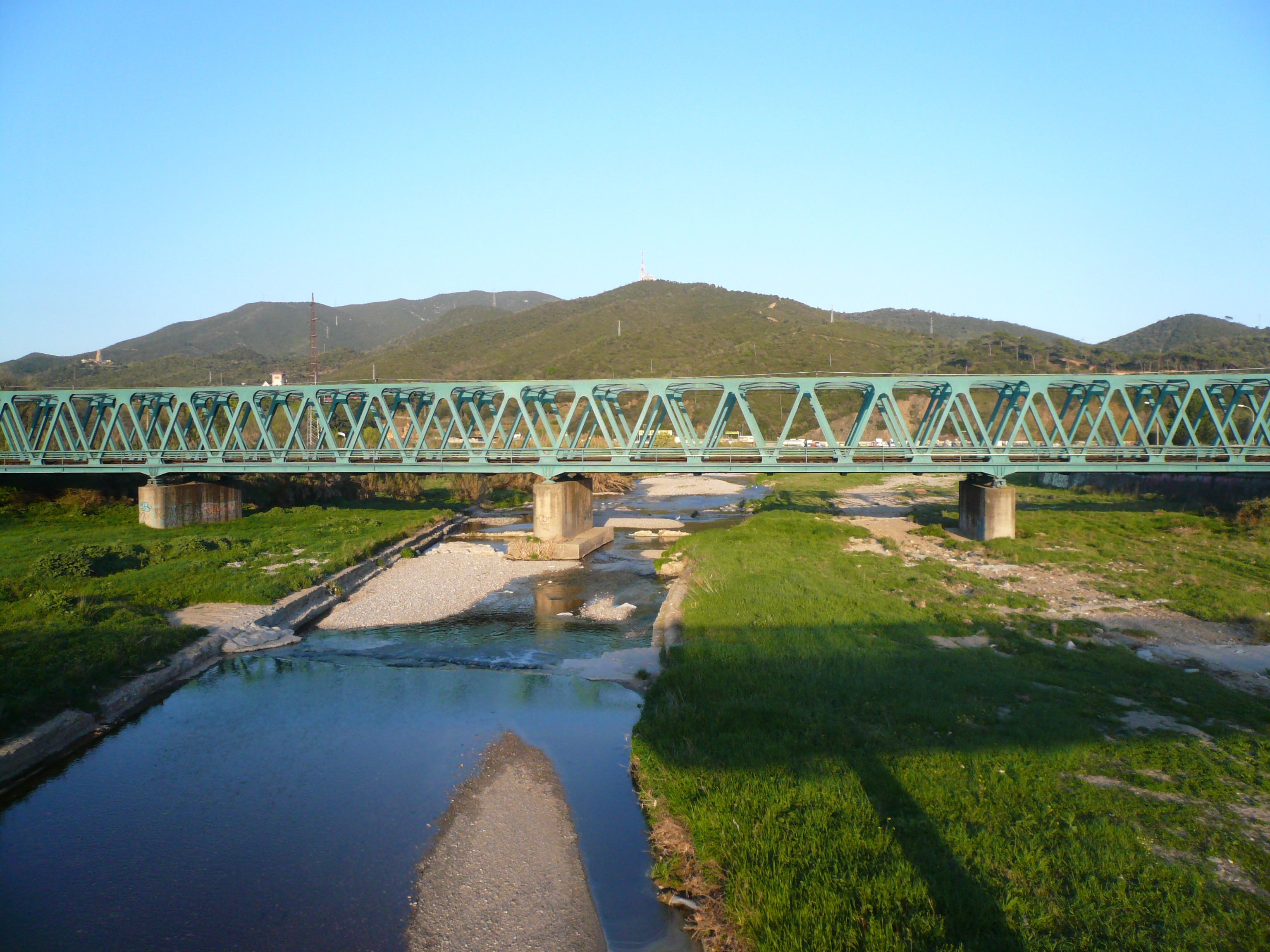
Pont de la línia creuant el riu Ripoll a Montcada
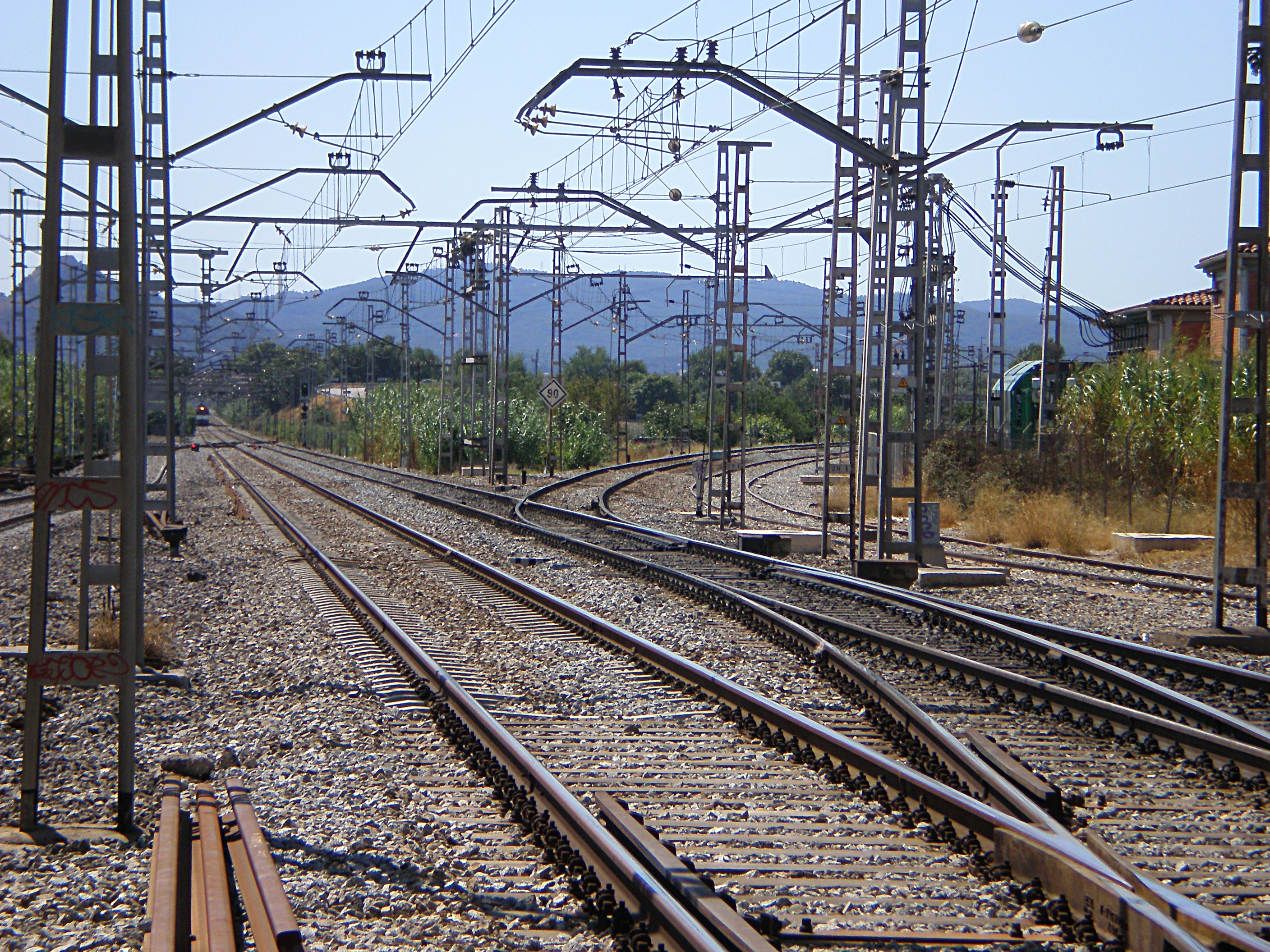
Connexió amb la línia Castellbisbal / el Papiol - Mollet a l'estació de Mollet - Sant Fost.
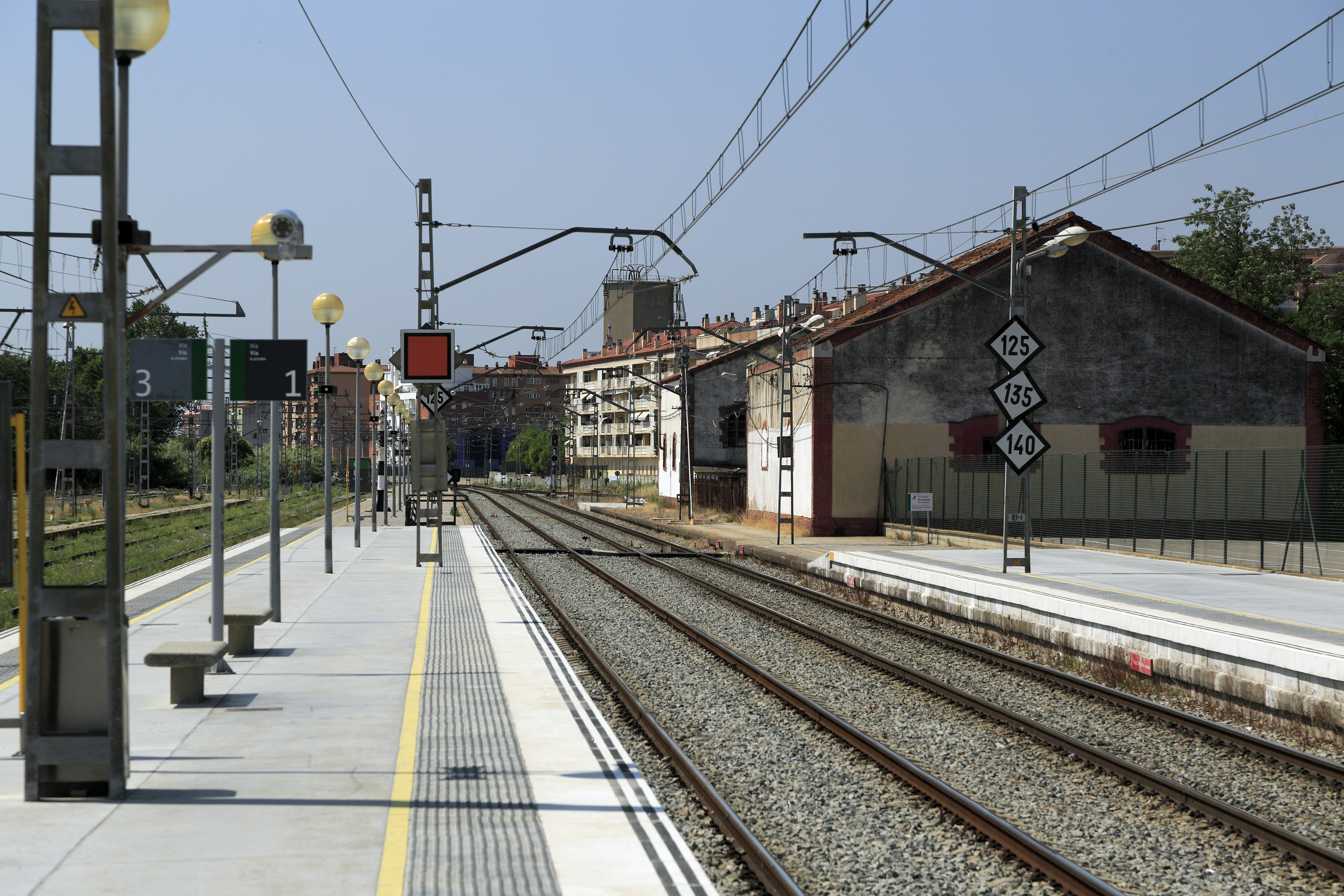
Vies, senyalització i catenària a l'entrada de l'estació de Figueres

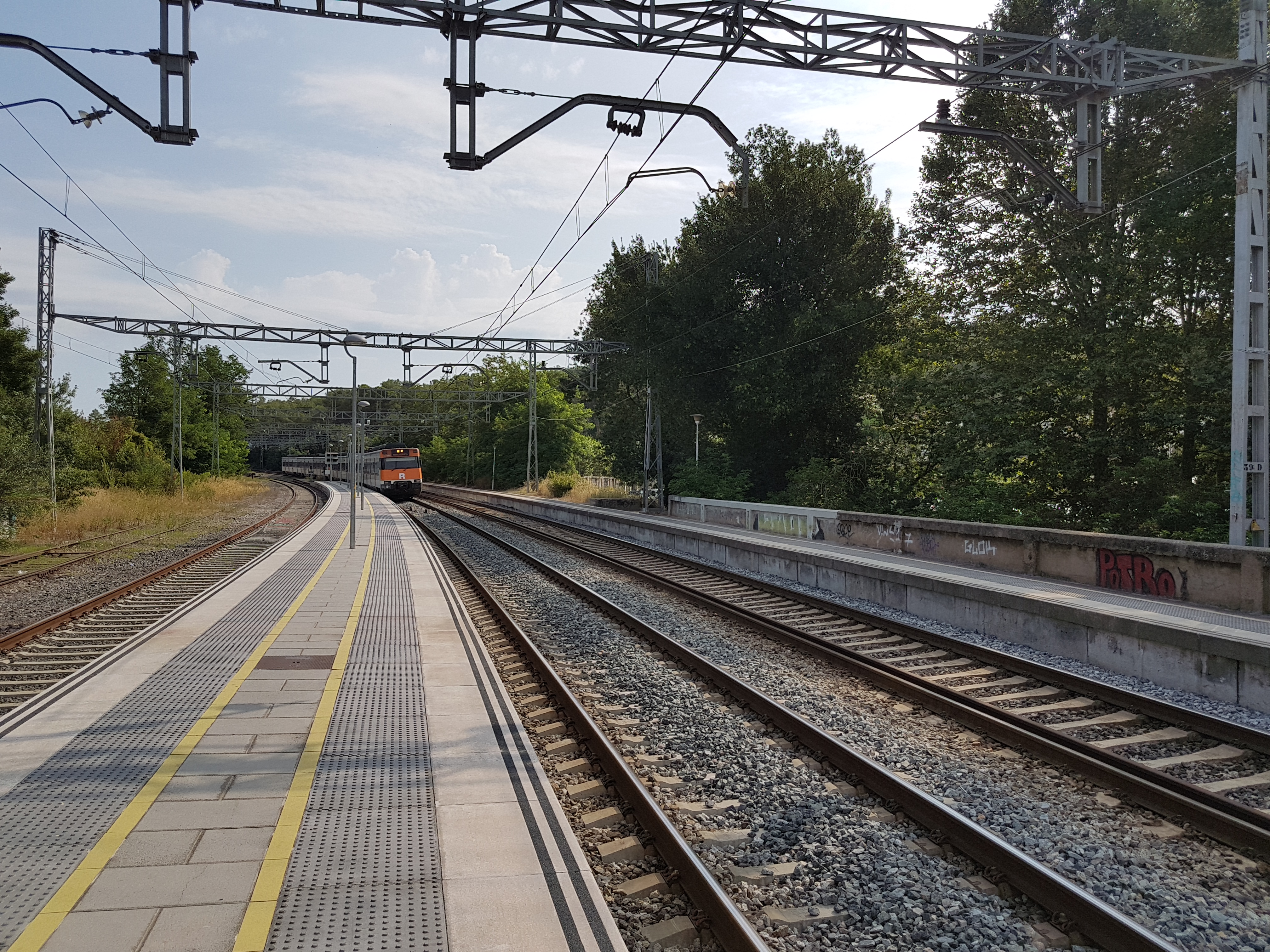
Unitat 447 entrant a l'estació de Flaça en servei RG1 cap a Barcelona
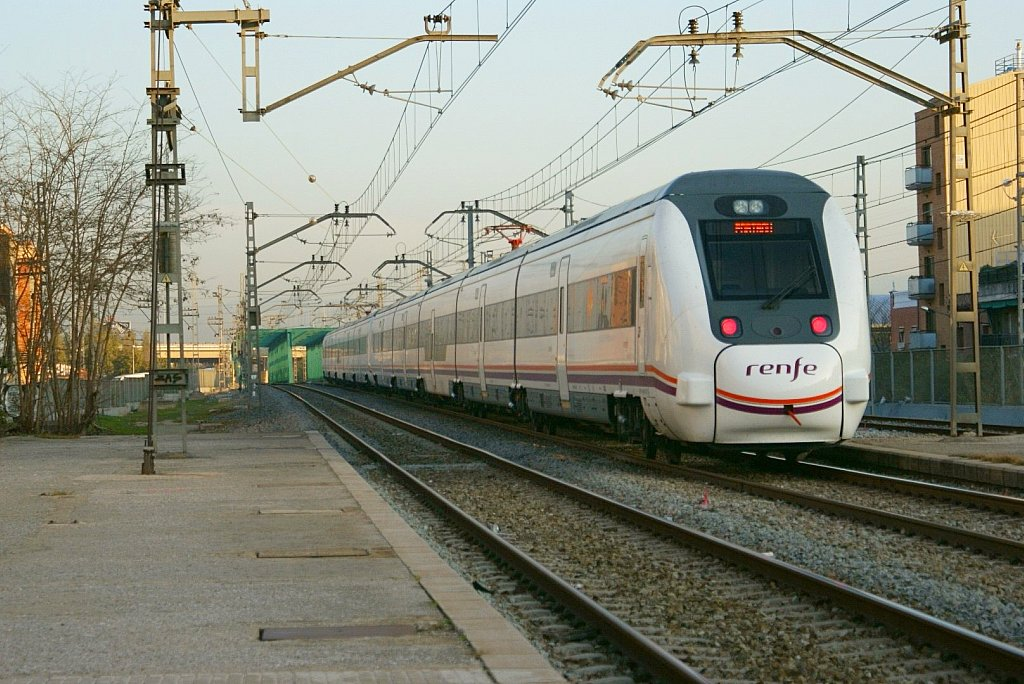
Unitat 449 a Montcada fent un servei R11 entre Barcelona i Portbou
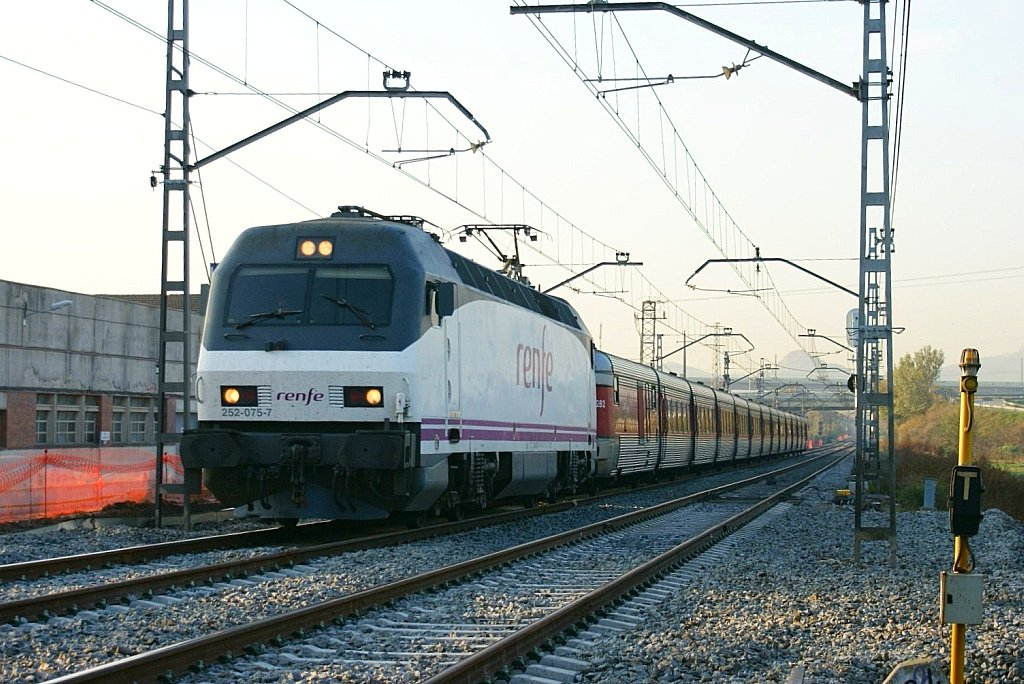
Catalan Talgo amb la branca 2B2 i traccionat per la locomotora 252.075 de Renfe Operadora passant sigilosament degut a una limitació de velocitat per obres, just abans de fer entrada a l'estació de Mollet - Sant Fost.
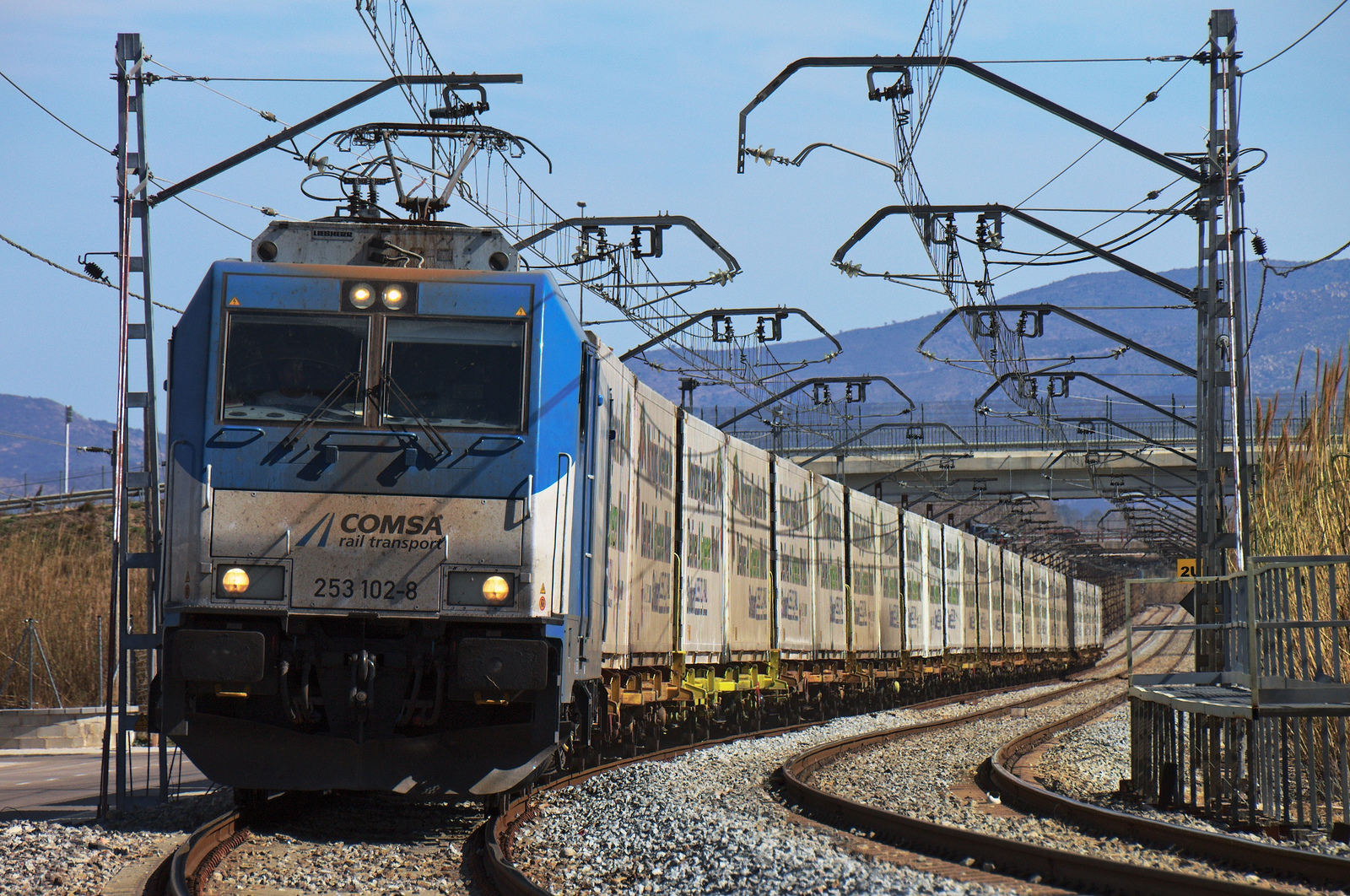
La locomotora elèctrica 253-102 de COMSA Rail Transport arrossega el fruiter al seu pas per Figueres.